# Чертан
Чертан (баш. Суртан) — село в Дуванском районе Республики Башкортостан Российской Федерации. Входит в состав Дуванского сельсовета.

## География

### Географическое положение
Расстояние до:
- районного центра (Месягутово): 35 км,
- центра сельсовета (Дуван): 3 км,
- ближайшей ж/д станции (Сулея): 110 км.

## Известные уроженцы
- Сафонов, Анатолий Георгиевич (20 сентября 1921 года — 23 августа 1944 года) — командир стрелковой роты 1345–го стрелкового полка (399 стрелковая дивизия, 48-я армия, 1-й Белорусский фронт) старший лейтенант, Герой Советского Союза.

## Население
| 2002 | 2010 |
| ---- | ---- |
| 246  | ↘242 |